# Jason Weaver
Pour les articles homonymes, voir Weaver.
Jason Weaver est un chanteur et acteur américain né le 18 juillet 1979 à Chicago, Illinois (États-Unis).

## Filmographie
- 1990 : The Kid Who Loved Christmas (TV) : Ernie
- 1990 : Brewster Place (série télévisée) : Matthew Thomas
- 1990 : Le Chemin de la liberté (The Long Walk Home) de Richard Pearce : Franklin Cotter
- 1992 : The Jacksons: An American Dream (TV) : Michael Jackson (âgé de 9 à 14 ans)
- 1993 : Thea (série télévisée) : Jerome Turrell
- 1994 : Sans dessus dessous (Summertime Switch) (TV) : Fast Freddie Egan
- 1994 : Le Roi lion : Simba enfant (chant)
- 1997 : Le Petit Malin (Smart Guy) (série télévisée) : Marcus Henderson
- 2000 : Freedom Song (en) (TV) : Isaac Hawkins
- 2002 : Beat Battle (Drumline) : Ernest
- 2003 : Mickey's PhilharMagic : Simba (voix)
- 2004 : Ladykillers (The Ladykillers) : Weemack Funthes
- 2006 : ATL (ATL) : Teddy